# کرکی (مجارستان)
کِرِکی (به مجاری:  Kereki) یک منطقهٔ مسکونی در مجارستان است که در ناحیه شیوفوک واقع شده‌است. کرکی ۱۴٫۴۳ کیلومتر مربع مساحت و ۵۳۴ نفر جمعیت دارد.